# Рутгер Хауер
Рутгер Улсен Хауер (хол. Rutger Oelsen Hauer; Брекелен, 23. јануар 1944 — Бетстерзваг, 19. јул 2019) био је холандски глумац, писац и активиста. Најпознатији је по улози андроида Роја Батија у филму Истребљивач. Године 1999. је проглашен за најбољег холандског глумца века.

## Биографија
Рођен је у Холандији током Другог светског рата. Родитељи су му били уметници. Имао је три сестре.
Када је имао 15 година придружио се морнарици али је због далтонизма напустио исту после годину дана. Враћајући се кући, радио је разне послове док је ноћу завршавао средњу школу. Затим је уписао Академију за позориште и плес у Амстердаму и часове глуме, али је убрзо отишао у Краљевску војску Холандије. Обучавао се као борбени лекар али је напустио службу након неколико месеци док се противио употреби смртоносног оружја. Након тога се вратио у школу глуме и дипломирао 1967. године.

## Каријера
Први пут се појавио на малим екранима 1969. у ТВ новели Флорис. Следећа већа улога му је била на филму из 1973. године у остварењу Паула Ферхуфена — Ратлук.
Први пут се појавио у енглеском филму две године касније — Завера Филби. Године 1981. је први пут заиграо у америчком филму Ноћни Јастребови, заједно са Сталонеом. 
Играо је укупно 173 улога у каријери. 
Преминуо је од рака панкреаса 19. јула 2019. године, у својој резиденцији у Холандији. Имао је 75 година.